# Phó tổng thống Brasil
Phó Tổng thống Brasil (tiếng Bồ Đào Nha: Vice-presidente do Brasil) tên chính thức là Phó Tổng thống Cộng hòa Liên bang Brasil (tiếng Bồ Đào Nha: Vice Presidente da República Federativa do Brasil) hay còn gọi là Phó Tổng thống của Cộng hòa (tiếng Bồ Đào Nha: Vice Presidente da República) là một chức vụ lớn thứ nhì của Brasil chỉ sau chức Tổng thống.

## Danh sách phó Tổng thống Brasil
Vice Presidents elect directly

     Vice Presidents elect indirectly
| # | Vice President                      | Vice President                           | Period of the term (duration of the term)                       | Party                                    | President                           | Notes | Election                        |
| First Republic (Old Republic)}}                                                                                          | First Republic (Old Republic)}}     | First Republic (Old Republic)}}          | First Republic (Old Republic)}}                                 | First Republic (Old Republic)}}          | First Republic (Old Republic)}}     | First Republic (Old Republic)}} | First Republic (Old Republic)}} |
| --- | ----------------------------------- | ---------------------------------------- | --------------------------------------------------------------- | ---------------------------------------- | ----------------------------------- | --- | ------------------------------- |
| 1 | Floriano Peixoto                    |                                          | 26 February 1891 – 23 November 1891 (8 tháng và 28 ngày)        | None (military)                          | Deodoro da Fonseca                  | Ascended to the Presidency due to resignation of the holder. | 1891                            |
| Vacant (2 năm, 11 tháng và 23 ngày)                                                                                      | Vacant (2 năm, 11 tháng và 23 ngày) | Vacant (2 năm, 11 tháng và 23 ngày)      | Vacant (2 năm, 11 tháng và 23 ngày)                             | Vacant (2 năm, 11 tháng và 23 ngày)      | Floriano Peixoto                    | |                                 |
| 2 | Manuel Vitorino                     |                                          | 15 November 1894 – 14 November 1898 (4 năm)                     | Federal Republican Party PR Federal      | Prudente de Morais                  | | 1894                            |
| 3 | Francisco Rosa e Silva              |                                          | 15 November 1898 – 14 November 1902 (4 năm)                     | Federal Republican Party PR Federal      | Campos Sales                        | | 1898                            |
| – | Silviano Brandão                    |                                          | Died before taking office                                       | Mineiro Republican Party PRM             | Rodrigues Alves                     | | 1902                            |
| Vacant (7 tháng và 2 ngày)                                                                                               |                                     |                                          |                                                                 |                                          | Rodrigues Alves                     | |                                 |
| 4 | Afonso Pena                         |                                          | 17 June 1903 – 14 November 1906 (3 năm, 4 tháng và 29 ngày)     | Mineiro Republican Party PRM             | Rodrigues Alves                     | Elected for Vice President in 1903 after the death of predecessor. | 1903                            |
| 5 | Nilo Peçanha                        |                                          | 15 November 1906 – 14 June 1909 (2 năm, 6 tháng và 30 ngày)     | Fluminense Republican Party PRF          | Afonso Pena                         | Ascended to the Presidency due to death of the holder. | 1906                            |
| Vacant (1 năm, 5 tháng và 1 ngày)                                                                                        | Vacant (1 năm, 5 tháng và 1 ngày)   | Vacant (1 năm, 5 tháng và 1 ngày)        | Vacant (1 năm, 5 tháng và 1 ngày)                               | Vacant (1 năm, 5 tháng và 1 ngày)        | Nilo Peçanha                        | |                                 |
| 6 | Venceslau Brás                      |                                          | 15 November 1910 – 14 November 1914 (4 năm)                     | Mineiro Republican Party PRM             | Hermes da Fonseca                   | | 1910                            |
| 7 | Urbano Santos                       |                                          | 15 November 1914 – 14 November 1918 (4 năm)                     | Mineiro Republican Party PRM             | Venceslau Brás                      | | 1914                            |
| 8 | Delfim Moreira                      |                                          | 15 November 1918 – 16 January 1919 (2 tháng và 1 ngày)          | Mineiro Republican Party PRM             | Rodrigues Alves                     | Assumed as Acting President, in the condition of Vice President, due to illness of President-elect Rodrigues Alves. After Alves' death on 16 January 1919, Moreira assumed as Acting President, leaving the Vice Presidency temporarily vacant. | 1918                            |
| Vacant (6 tháng và 12 ngày)                                                                                              | Vacant (6 tháng và 12 ngày)         | Vacant (6 tháng và 12 ngày)              | Vacant (6 tháng và 12 ngày)                                     | Vacant (6 tháng và 12 ngày)              | Delfim Moreira                      | |                                 |
| 8 | Delfim Moreira                      |                                          | 28 July 1919 – 1 July 1920 (11 tháng và 3 ngày)                 | Mineiro Republican Party PRM             | Epitácio Pessoa                     | Died while in office. | 1918                            |
| Vacant (4 tháng và 9 ngày)                                                                                               |                                     |                                          |                                                                 |                                          | Epitácio Pessoa                     | |                                 |
| 9 | Bueno de Paiva                      |                                          | 10 November 1920 – 14 November 1922 (2 năm và 5 ngày)           | Mineiro Republican Party PRM             | Epitácio Pessoa                     | Elected to substitute his predecessor. | 1920                            |
| - | Urbano Santos                       |                                          | Died before taking office                                       | Mineiro Republican Party PRM             | Artur Bernardes                     | | 1922                            |
| 10 | Estácio Coimbra                     |                                          | 15 November 1922 – 14 November 1926 (4 năm)                     | Barreiros Republican Party PR Barreiros  | Artur Bernardes                     | | 1922                            |
| 11 | Fernando de Melo Viana              |                                          | 15 November 1926 – 24 October 1930 (3 năm, 11 tháng và 9 ngày)  | Mineiro Republican Party PRM             | Washington Luís                     | In the end of his term, Melo was removed from office by the Revolution of 1930. | 1926                            |
| - | Vital Soares                        |                                          | Didn't take office due to the Revolution of 1930                | Baiano Republican Party PRB              | Júlio Prestes                       | Vital Soares and Júlio Prestes, elected on 1 March 1930, didn't took office due to the coup d'état that removed Washington Luís and Fernando de Melo Viana.                                                                                     | 1930                            |
| Vargas Era (Second and Third Republics)                                                                                  |                                     |                                          |                                                                 |                                          |                                     | |                                 |
| The office of Vice President was extinct by the Constitution of 1934, but was later restored by the Constitution of 1946 |                                     |                                          |                                                                 |                                          |                                     | |                                 |
| Fourth Republic (Populist Republic)                                                                                      |                                     |                                          |                                                                 |                                          |                                     | |                                 |
| 12 | Nereu Ramos                         |                                          | 19 September 1946 – 30 January 1951 (4 năm, 4 tháng và 12 ngày) | Social Democratic Party PSD              | Eurico Gaspar Dutra                 | | 1945                            |
| 13 | Café Filho                          |                                          | 31 January 1951 – 24 August 1954 (3 năm, 6 tháng và 24 ngày)    | Social Progressive Party PSP             | Getúlio Vargas                      | Ascended to the Presidency due to death of the holder. | 1950                            |
| Vacant (1 năm, 5 tháng và 7 ngày)                                                                                        | Vacant (1 năm, 5 tháng và 7 ngày)   | Vacant (1 năm, 5 tháng và 7 ngày)        | Vacant (1 năm, 5 tháng và 7 ngày)                               | Vacant (1 năm, 5 tháng và 7 ngày)        | Café Filho                          | |                                 |
| Vacant (1 năm, 5 tháng và 7 ngày)                                                                                        | Vacant (1 năm, 5 tháng và 7 ngày)   | Vacant (1 năm, 5 tháng và 7 ngày)        | Vacant (1 năm, 5 tháng và 7 ngày)                               | Vacant (1 năm, 5 tháng và 7 ngày)        | Carlos Luz                          | |                                 |
| Vacant (1 năm, 5 tháng và 7 ngày)                                                                                        | Vacant (1 năm, 5 tháng và 7 ngày)   | Vacant (1 năm, 5 tháng và 7 ngày)        | Vacant (1 năm, 5 tháng và 7 ngày)                               | Vacant (1 năm, 5 tháng và 7 ngày)        | Nereu Ramos                         | |                                 |
| 14 | João Goulart                        |                                          | 31 January 1956 – 25 August 1961 (5 năm, 6 tháng và 25 ngày)    | Brazilian Labour Party PTB               | Juscelino Kubitschek                | Ascended to the Presidency due to the resignation of the holder. | 1955                            |
| 14 | João Goulart                        | Jânio Quadros                            | 31 January 1956 – 25 August 1961 (5 năm, 6 tháng và 25 ngày)    | Brazilian Labour Party PTB               | 1960                                | Ascended to the Presidency due to the resignation of the holder. |                                 |
| Vacant (2 năm, 7 tháng và 8 ngày)                                                                                        | Vacant (2 năm, 7 tháng và 8 ngày)   | Vacant (2 năm, 7 tháng và 8 ngày)        | Vacant (2 năm, 7 tháng và 8 ngày)                               | Vacant (2 năm, 7 tháng và 8 ngày)        | Ranieri Mazzilli                    | |                                 |
| Vacant (2 năm, 7 tháng và 8 ngày)                                                                                        | Vacant (2 năm, 7 tháng và 8 ngày)   | Vacant (2 năm, 7 tháng và 8 ngày)        | Vacant (2 năm, 7 tháng và 8 ngày)                               | Vacant (2 năm, 7 tháng và 8 ngày)        | João Goulart                        | |                                 |
| Fifth Republic (Military Dictatorship)                                                                                   |                                     |                                          |                                                                 |                                          |                                     | |                                 |
| Vacant (13 ngày) | Vacant (13 ngày)                    | Vacant (13 ngày)                         | Vacant (13 ngày)                                                | Vacant (13 ngày)                         | Ranieri Mazzilli                    | |                                 |
| 15 | José Maria Alkmin                   |                                          | 15 April 1964 – 14 March 1967 (2 năm và 11 tháng)               | Social Democratic Party PSD              | Humberto Castelo Branco             | | 1964                            |
| 15 | José Maria Alkmin                   | None (civilian)                          | 15 April 1964 – 14 March 1967 (2 năm và 11 tháng)               |                                          | Humberto Castelo Branco             | | 1964                            |
| 15 | José Maria Alkmin                   | National Renewal Alliance ARENA          | 15 April 1964 – 14 March 1967 (2 năm và 11 tháng)               |                                          | Humberto Castelo Branco             | | 1964                            |
| 16 | Pedro Aleixo                        |                                          | 15 March 1967 – 31 August 1969 2 năm, 5 tháng và 16 ngày)       | National Renewal Alliance ARENA          | Artur da Costa e Silva              | Prevented from assuming the Presidency due to the holder's vacancy by the Provisory Governative Junta of 1969. | 1966                            |
| Vacant (1 tháng và 29 ngày)                                                                                              | Vacant (1 tháng và 29 ngày)         | Vacant (1 tháng và 29 ngày)              | Vacant (1 tháng và 29 ngày)                                     | Vacant (1 tháng và 29 ngày)              | Provisory Governative Junta of 1969 | |                                 |
| 17 | Augusto Rademaker                   |                                          | 30 October 1969 – 14 March 1974 (4 năm, 4 tháng và 13 ngày)     | National Renewal Alliance ARENA          | Emílio Garrastazu Médici            | | 1969                            |
| 18 | Adalberto Pereira dos Santos        |                                          | 15 March 1974 – 14 March 1979 (5 năm)                           | National Renewal Alliance ARENA          | Ernesto Geisel                      | | 1974                            |
| 19 | Aureliano Chaves                    |                                          | 15 March 1979 – 14 March 1985 (6 năm)                           | National Renewal Alliance ARENA          | João Figueiredo                     | | 1978                            |
| 19 | Aureliano Chaves                    | Democratic Social Party PDS              | 15 March 1979 – 14 March 1985 (6 năm)                           |                                          | João Figueiredo                     | | 1978                            |
| 19 | Aureliano Chaves                    | Liberal Front Party PFL                  | 15 March 1979 – 14 March 1985 (6 năm)                           |                                          | João Figueiredo                     | | 1978                            |
| Sixth Republic (New Republic)                                                                                            |                                     |                                          |                                                                 |                                          |                                     | |                                 |
| 20 | José Sarney                         |                                          | 15 March 1985 – 21 April 1985 (1 tháng và 6 ngày)               | Brazilian Democratic Movement Party PMDB | Tancredo Neves                      | Ascended to the Presidency due to death of the holder. | 1985                            |
| Vacant (4 năm, 10 tháng và 22 ngày)                                                                                      | Vacant (4 năm, 10 tháng và 22 ngày) | Vacant (4 năm, 10 tháng và 22 ngày)      | Vacant (4 năm, 10 tháng và 22 ngày)                             | Vacant (4 năm, 10 tháng và 22 ngày)      | José Sarney                         | |                                 |
| 21 | Itamar Franco                       |                                          | 15 March 1990 – 29 December 1992 (2 năm, 9 tháng và 14 ngày)    | National Reconstruction Party PRN        | Fernando Collor                     | Ascended to the Presidency due to resignation of the holder. | 1989                            |
| 21 | Itamar Franco                       | Brazilian Democratic Movement Party PMDB | 15 March 1990 – 29 December 1992 (2 năm, 9 tháng và 14 ngày)    |                                          | Fernando Collor                     | Ascended to the Presidency due to resignation of the holder. | 1989                            |
| Vacant (2 năm và 3 ngày)                                                                                                 | Vacant (2 năm và 3 ngày)            | Vacant (2 năm và 3 ngày)                 | Vacant (2 năm và 3 ngày)                                        | Vacant (2 năm và 3 ngày)                 | Itamar Franco                       | |                                 |
| 22 | Marco Maciel                        |                                          | 1 January 1995 – 31 December 2002 (8 năm)                       | Liberal Front Party PFL                  | Fernando Henrique Cardoso           | | 1994                            |
| 22 | Marco Maciel                        | 1998                                     | 1 January 1995 – 31 December 2002 (8 năm)                       | Liberal Front Party PFL                  | Fernando Henrique Cardoso           | |                                 |
| 23 | José Alencar                        |                                          | 1 January 2003 – 31 December 2010 (8 năm)                       | Liberal Party PL                         | Luiz Inácio Lula da Silva           | | 2002                            |
| 23 | José Alencar                        | Brazilian Republican Party PRB           | 1 January 2003 – 31 December 2010 (8 năm)                       | 2006                                     | Luiz Inácio Lula da Silva           | |                                 |
| 24 | Michel Temer                        |                                          | 1 January 2011 – 31 August 2016 (5 năm, 7 tháng và 30 ngày)     | Brazilian Democratic Movement Party PMDB | Dilma Rousseff                      | Ascended to the Presidency due to impeachment of the holder. | 2010                            |
| 24 | Michel Temer                        | Brazilian Democratic Movement MDB        | 1 January 2011 – 31 August 2016 (5 năm, 7 tháng và 30 ngày)     | 2014                                     | Dilma Rousseff                      | Ascended to the Presidency due to impeachment of the holder. |                                 |
| Vacant (2 năm, 4 tháng và 1 ngày)                                                                                        | Vacant (2 năm, 4 tháng và 1 ngày)   | Vacant (2 năm, 4 tháng và 1 ngày)        | Vacant (2 năm, 4 tháng và 1 ngày)                               | Vacant (2 năm, 4 tháng và 1 ngày)        | Michel Temer                        | |                                 |
| 25 | Hamilton Mourão                     |                                          | 1 January 2019 – 31 December 2022 (4 năm)                       | Brazilian Labour Renewal Party PRTB      | Jair Bolsonaro                      | | 2018                            |
| 26 | Geraldo Alckmin                     |                                          | 1 January 2023– Incumbent (2 năm, 2 tháng và 28 ngày)           | Brazilian Socialist Party PSB            | Luiz Inácio Lula da Silva           | | 2022                            |